# 渡辺仁 (考古学者)
渡辺 仁（わたなべ ひとし、1919年11月11日 - 1998年5月25日）は、日本の考古学者。

## 略歴
三重県宇治山田市出身。松本高等学校卒、1946年東京帝国大学理学部人類学科卒、1960年「ヒトの生態並びにヒトとその棲息地との社会的結合関係の群構造との関連における研究」で理学博士。1967年東京大学理学部助教授、1972年文学部考古学科教授。1980年定年退官、名誉教授となり、北海道大学教授、麗澤大学教授を務めた。

## 著書
- 『ヒトはなぜ立ちあがったか 生態学的仮説と展望』東京大学出版会 1985
- 『縄文式階層化社会』六興出版 (人類史叢書）1990 六一書房 2000
- 『縄文土偶と女神信仰』同成社 2001

### 記念論文集
- 『考古学と民族誌 渡辺仁教授古稀記念論文集』六興出版 1989